# Моноэтническое государство
Моноэтническое государство, мононациональное государство (может быть синонимично также понятию национальное государство) — государство, которое образовалось на исторически сложившейся этнической территории нации (этноса) и воплощает её суверенитет, в отличие от многонационального, полиэтнического государства.
Понятие «национальное государство» в этническом смысле применяется в двух разных смыслах: государства с почти однородным национальным (этническим) населением (примеры включают Японию, Северную и Южную Корею, ФРГ, Италию, Португалию, Бангладеш, Данию, Бразилию, Польшу, Исландию, Венгрию, многие арабские государства, в особенности на Аравийском полуострове); государство, которое к настоящему времени имеет существенную часть инонационального населения, но исторически сформировалось на территории расселения одного этноса в результате самоопределения последнего и поэтому носящее его название (включая Болгарию, Швецию, Финляндию, Турцию, Сирию, Австралию, Новую Зеландию и др.).
Национальное государство может рассматриваться как синоним моноэтнического, мононационального государства, противопоставляемого многонациональному государству. При другом подходе отмечается сложность выделения критериев нации и вероятность политической манипуляции при отнесении государства к числу национальньных или многонациональных.
Исторически многоэтнические государства формировались, как правило, на территориях, где нация (этнос) начала формироваться одновременно с образованием государства, по причине чего государственные границы совпали с этническими (например, в странах Западной Европы и Латинской Америки). Создание национальных государств является одной из важнейших тенденций общественного развития, в особенности в начале истории национальных движений. Национальное начало выражается в формировании государства по национально-территориальному принципу; делопроизводстве на государственном языке, представляющим собой язык данного этноса; представительстве в государственных органах «титульной» национальности; в наличии национальных особенностей в законодательной системе и др.
В современном мире нет государств, которые являлись бы абсолютно моноэтническими. Согласно Уокеру Коннору, население лишь около 9 % от общего количества стран является относительно этнически гомогенным. Для прочих государств характерно этническое многообразие. По мнению Freedom House: «…страны, в которых более двух третей населения принадлежит к одной этнической группе — моноэтнические, а те, у которых нет такого большинства в две трети — полиэтнические». Дэвид Уилш (David Welsh) писал, что менее 20 из 180 независимых государств могут называться этнически и национально однородными — национальные меньшинства в таких государствах составляют менее 5 % от общей численности населения.
Согласно Комитету по науке, образованию и культуре ООН (ЮНЕСКО):

Национальное государство — это область, где культурные границы совпадают с политическими границами. Идеалом «государства-нации» является то, что государство объединяет людей одной этнической группы и культурной традиции.
Оригинальный текст (англ.)The nation-state is an area where the cultural boundaries match up with the political boundaries. The ideal of 'nation-state' is that the state incorporates people of a single ethnic stock and cultural traditions.
В. С. Мартьянов (2006) и А. Г. Осипов (2008) ставят под сомнение допустимость приписывания этнической группе, которая рассматриваются современной наукой как не более чем мысленные конструкты, объективных характеристик и свойств коллективного субъекта права. Юридическая литература не подвергает сомнению правосубъектность этнической группы. Как консолидированный субъект, от имени которого могут выдвигаться требования к власти, этническая группа присутствует в правовом пространстве, для которого в целом не характерно создание новых политических акторов, а чаще фиксация статус-кво существующих. Само право представляет собой систему мысленных конструкций. Коллективной правосубъектностью наделены и другие общности (нация, политико-территориальные единицы государства, местные сообщества, юридическое лица и др.). Юридическая институционализация этнических групп представляет собой распространённое явление, которое характерно не только для советского и постсоветского правовой системы.
Согласно А. Н. Мочалову, этнический федерализм и национально-территориальные автономии сформировались в государствах, в которых действовали внутренний этнический национализм, этнорегиональный сепаратизм и/или сильные региональные этнические элиты, пользовавшиеся широкой поддержкой населения региона, а государство являлось ослабленным. Этнический фактор в государственном устройстве обычно учитывался вынужденно и был результатом компромисса, которого достигли этнические элиты и политическое руководство государства. В политологической науке это явление называется вынужденным регионализмом. В странах, где государственная власть не сталкивалась с организованным региональным этнонационализмом или имела достаточно ресурсов для его подавления (к примеру, через принудительную ассимиляцию) и установления единообразных институтов, которые позволяют интегрировать региональные этнические общности в состав «политической нации» (например, во Франции и Румынии), формировалась модель национального или мононационального государства. В таких условиях сформировались национальные федерации в таких странах, как США, Бразилия, Австралия, и других иммигрантских сообществах. В условиях этих стран государственное устройство не отразило этническое территориальные различия, а отдельные попытки борьбы коренных сообществ против экспансии были подавлены различными средствами, от принудительной ассимиляции до геноцида.
Явления этнического федерализма и национально-территориальной автономии, которые могут становится условиями и катализаторами этнонационалистических тенденций, не являются их причинами. Этнонационализм может сформироваться и в государствах, построенных как мононациональные, но имеющих этнотерриториальную фрагментацию. В настоящее время гарантию от этнонационализма не дают ни последовательно реализованные концепции политической нации, ни отрицание коллективных прав этнической общности, ни отрицание этнотерриториальной фрагментации в устройстве государства. Франция, которая не признаёт существования внутри своего государства этнических групп и их прав на автономии, не смогла прекратить баскские, бретонские, прованские и в особенности корсиканские региональные этнонационалистических тенденции. Процессы глобализации привели к ослаблению государств в сфере формирования иерархии идентичностей и потере ими монополии на политическую повестку. Концепцию государства-нации к настоящему времени невозможно считать универсальной формой политической организации социума и пространственной организации власти, о чём свидетельствуют референдумы о независимости Квебека, Шотландии и Каталонии.